# مستشفى الحسين الحكومي
مستشفى الحسين الحكومي أو مستشفى بيت جالا الحكومي هو أحد المستشفيات الحكومية الفلسطينية الأربعة عشر العاملة في الضفة الغربية في محافظة بيت لحم، تبلغ قدرته السريرية 153 سريرًا، ويعمل فيه 406 موظفًا، موزعين على النحو التالي:
| توزيع القوى العاملة في المستشفى (2022) | توزيع القوى العاملة في المستشفى (2022) | توزيع القوى العاملة في المستشفى (2022) | توزيع القوى العاملة في المستشفى (2022) | توزيع القوى العاملة في المستشفى (2022) | توزيع القوى العاملة في المستشفى (2022) | توزيع القوى العاملة في المستشفى (2022) | توزيع القوى العاملة في المستشفى (2022) |
| إدارة وخدمات                           | مهن طبية مساندة                        | قابلة                                  | ممرض                                   | صيدلاني                                | طبيب أسنان واختصاصي                    | طبيب اختصاصي                           | طبيب عام                               |
| -------------------------------------- | -------------------------------------- | -------------------------------------- | -------------------------------------- | -------------------------------------- | -------------------------------------- | -------------------------------------- | -------------------------------------- |
| 77                                     | 62                                     | 18                                     | 155                                    | 5                                      | 0                                      | 41                                     | 48                                     |

## التأسيس
تأسسَ مستشفى الحسين الحكومي عام 1955 م في مدينة بيت جالا؛ لتقديم الخدمات الطبية لسكان المنطقة نظراً للزيادة السكانية وحاجة السكان إلى خدمات طبية حديثة وقريبة. مر المستشفى بمراحل عديدة، تطور خلالها وتوسع، وازداد عدد أسرته حتى وصلت إلى 131 سرير. عام 2013، اعتمد المستشفى كمركز لعلاج أورام الأطفال في فلسطين. تبع ذلك في عام 2014 البدأ باستخدام النظام الصحي المحوسب (HIS)؛ من أجل أرشفة كافّة الإجراءات الطبية والتعامل معها بشكل سريع وأمن، والاستغناء عن الورق.

## الخدمات

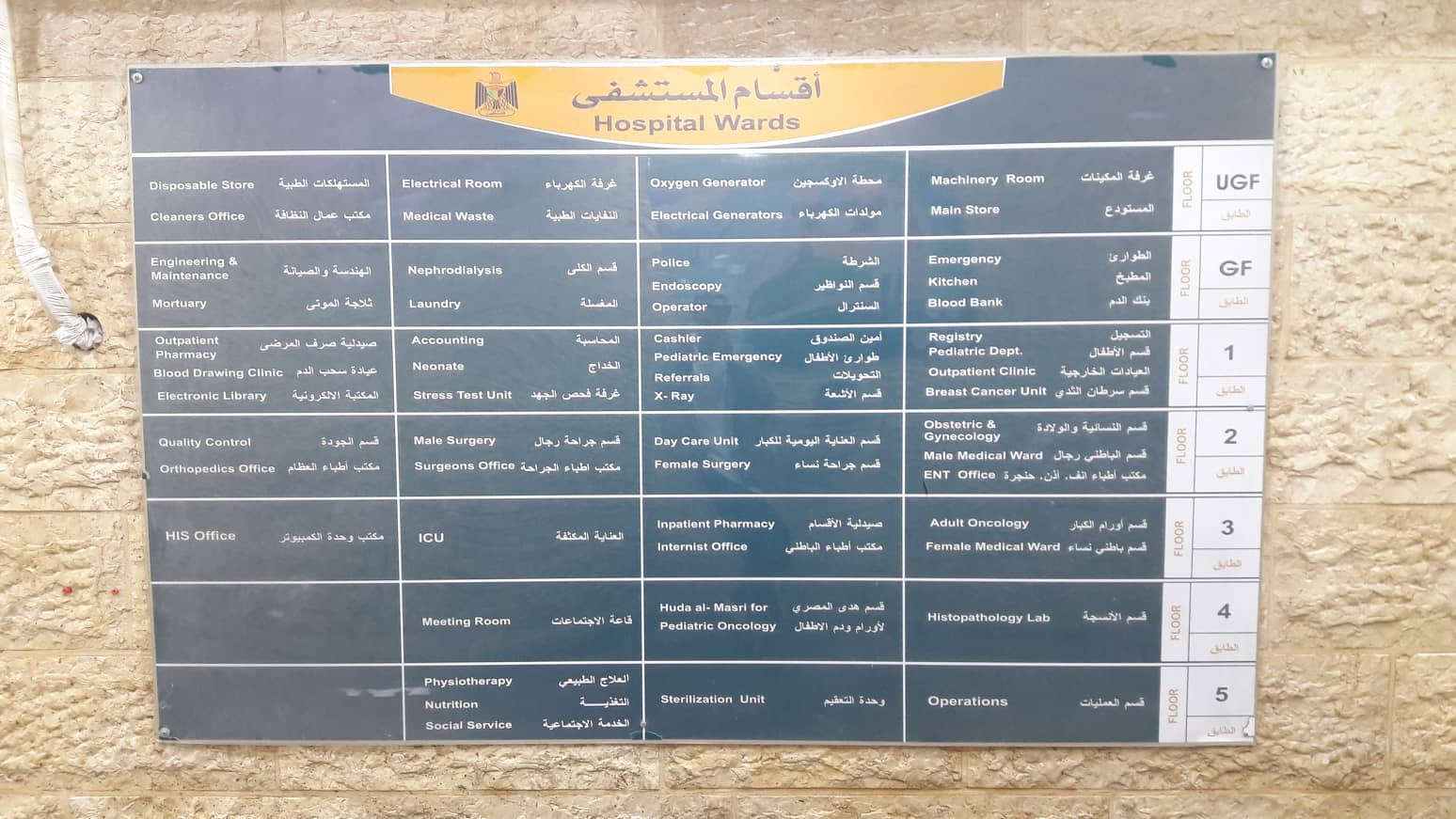
أقسام مستشفى بيت جالا الحكومي

بلغت نسبة إشغال المستشفى عام 2016 حوالي 97%، حيث قدم خلالها الخدمة لأكثر من 200 ألف مريض من خلال أقسامه المختلفة، وهي: الطوارئ، الجراحة العامة وجراحة الاوعية الدموية، العمليات، وحدة تنظير المعدة والقولون، وحدة العناية المكثفة، الأمراض الباطنية، النسائية والتوليد، الحضانة، الأطفال، مركز هدى المصري لعلاج أورام الأطفال، الكلية الصناعية، العيادات الخارجية، الأنف والأذن والحنجرة، العلاج الطبيعي، الأشعة، الصيدلية، المختبر وبنك الدم.